# Júlio César Soares Espíndola
Júlio César Soares de Espíndola (Duque de Caxias, 1979. szeptember 3. –) brazil labdarúgó, posztját tekintve kapus. 
A brazil válogatott első számú hálóőre volt, 87-szer lépett pályára a nemzeti csapatban.
2009-ben az IFFHS Iker Casillas és Gianluigi Buffon mögött a világ harmadik legjobb kapusának választotta.

## Pályafutása

### Flamengo
Karrierjét a Flamengo csapatában kezdte 1997-ben, az első éveiben a veterán Clemer mögött csak a klub második számú kapusa volt. A 2000-es szezon kiugrást jelentett számára, ekkor már kirobbanthatatlan volt a kezdő csapatból. Többek között Cesar jó teljesítményének is köszönhető volt, hogy a Flamengo négyszer is megnyerte a Rioi állami bajnokságot a 2000-es évek elején. A klub iránti szeretete és a kiemelkedő tehetsége miatt a Flamengo szurkolóinak egyik kedvence lett.

### Chievo
2005 januárjában aláírt a Chievo csapatához, de valójában az Inter igazolta le, a Chievóhoz kerülése csak egy csel volt, hogy az Inter kijátssza a nem EU-s játékosok igazolását korlátozó szabályt. 2005 nyarán a Chievo felbontotta szerződését és leigazolta az Inter, így mint Olaszországon belülről érkező játékos kerülhetett a milánói kék-feketékhez. A Chievo csapatában egy mérkőzésen sem lépett pályára.

### Internazionale
2005 júliusában hivatalosan is leigazolta az Inter, hároméves szerződést kötöttek vele.
Hamar kiszorította a kezdőcsapatból az olasz Francesco Toldót.
2009 júliusában a brazil ESPN szavazásán a 2008-2009-es szezon legjobb játékosává választotta. A 2010-es évben csapatával megnyerte a Bajnokok Ligáját.
2009 novemberében a 2014-ben lejáró szerződését további két évvel hosszabbították meg. 2012-ben elhagyta az Intert.

### Queens Park Rangers
2012. augusztus 29-én négyéves szerződést kötött az angol első osztályban szereplő Queens Park Rangers csapatával. Szeptember 15-én mutatkozott be egy Chelsea elleni gól nélküli mérkőzésen.

### Újra Flamengo
2018. január 29-én újból aláírt a Flamengóhoz, tizenhárom évnyi légióskodást követően így újra a brazil élvonalban szerepelhetett. 2018. április 21-én az América Mineiro elleni 2–0-s győzelem lépett utoljára pályára, a mérkőzés után bejelentette, hogy befejezi aktív pályafutását.

## Válogatott karrier
2003-ban mutatkozott be a brazil válogatottban. 87-es válogatott, utolsó fellépése a 2014-es Világbajnokság volt

## Karrier statisztika

### Klubcsapatokban
| Klub               | Szezon             | Bajnokság | Bajnokság | Kupa  | Kupa  | Nemzetközi | Nemzetközi | Összesen | Összesen |
| Klub               | Szezon             | Mérk.     | Gólok     | Mérk. | Gólok | Mérk.      | Gólok      | Mérk.    | Gólok    |
| ------------------ | ------------------ | --------- | --------- | ----- | ----- | ---------- | ---------- | -------- | -------- |
| Flamengo           | 1997               | 0         | 0         | 1     | 0     | 0          | 0          | 1        | 0        |
| Flamengo           | 1998               | 1         | 0         | 0     | 0     | 0          | 0          | 1        | 0        |
| Flamengo           | 1999               | 0         | 0         | 0     | 0     | 0          | 0          | 0        | 0        |
| Flamengo           | 2000               | 16        | 0         | 1     | 0     | 0          | 0          | 17       | 0        |
| Flamengo           | 2001               | 26        | 0         | 6     | 0     | 0          | 0          | 32       | 0        |
| Flamengo           | 2002               | 16        | 0         | 0     | 0     | 5          | 0          | 21       | 0        |
| Flamengo           | 2003               | 37        | 0         | 9     | 0     | 0          | 0          | 46       | 0        |
| Flamengo           | 2004               | 34        | 0         | 11    | 0     | 0          | 0          | 45       | 0        |
| Flamengo           | Összesen           | 130       | 0         | 28    | 0     | 5          | 0          | 163      | 0        |
| Chievo             | 2004-2005          | 0         | 0         | 0     | 0     | 0          | 0          | 0        | 0        |
| Chievo             | Összesen           | 0         | 0         | 0     | 0     | 0          | 0          | 0        | 0        |
| Internazionale     | 2005-06            | 29        | 0         | 4     | 0     | 7          | 0          | 40       | 0        |
| Internazionale     | 2006-07            | 32        | 0         | 0     | 0     | 6          | 0          | 38       | 0        |
| Internazionale     | 2007-08            | 35        | 0         | 1     | 0     | 8          | 0          | 44       | 0        |
| Internazionale     | 2008-09            | 36        | 0         | 2     | 0     | 7          | 0          | 43       | 0        |
| Internazionale     | 2009-10            | 38        | 0         | 3     | 0     | 13         | 0          | 55       | 0        |
| Internazionale     | 2010-11            | 25        | 0         | 4     | 0     | 10         | 0          | 37       | 0        |
| Internazionale     | Összesen           | 194       | 0         | 14    | 0     | 51         | 0          | 259      | 0        |
| Karrierje összesen | Karrierje összesen | 325       | 0         | 42    | 0     | 56         | 0          | 422      | 0        |

## Sikerei, díjai

### Klub
Flamengo
- Rio de Janeiro állami bajnokság: 1999, 2000, 2001, 2004
- Brazilian Champions Kupa: 2001
- Rio Kupa: 2000
- Guanabara Kupa: 1999, 2001, 2004

Internazionale
- Serie A (5): 2005-2006, 2006-2007, 2007-2008, 2008-2009, 2009-2010
- Olasz Kupa (3): 2005-2006, 2009-2010, 2010-2011
- Olasz Szuperkupa (4): 2005, 2006, 2008, 2010
- Bajnokok Ligája (1): 2009-2010
- FIFA-klubvilágbajnokság (1): 2010

#### A válogatottban
Brazília
- Copa América (1): 2004
- Konföderációs kupa (1): 2009

### Egyéni
- Az év kapusa a Serie A-ban (2): 2008-2009, 2009-2010
- Az UEFA klublabdarúgásdíjai - Legjobb kapus (1): 2009-2010

## Magánélete
Felesége a brazil modell és színésznő Susana Werner. Az első gyermekük, Cauet 2002-ben született. Három évvel később született második gyermekük, Giulia. 2010-ben a Giuseppe Meazza stadion környékén elvesztette az irányítást a Lamborghinije felett és kisebb autóbalesetet szenvedett, de néhány zúzódással szerencsésen megúszta. Római katolikus vallású.